# Криштиору де Жос (Бихор)
Криштиору де Жос (рум. Criștioru de Jos) насеље је у Румунији у округу Бихор у општини Криштиору де Жос. Oпштина се налази на надморској висини од 400 m.

## Становништво
Према подацима из 2002. године у насељу је живело 418 становника.

### Попис2002.
| Расподела становништва по националности 2002.‍ | Расподела становништва по националности 2002.‍ | Расподела становништва по националности 2002.‍ | Расподела становништва по националности 2002.‍ | Расподела становништва по националности 2002.‍ |
| --------------------------------------------- | --------------------------------------------- | --------------------------------------------- | --------------------------------------------- | --------------------------------------------- |
|                                               |                                               |                                               |                                               |                                               |
| Румуни                                        | Румуни                                        |                                               | 371                                           | 89,4%                                         |
| Роми                                          | Роми                                          |                                               | 44                                            | 10,6%                                         |